# Manoel Luís da Rocha Osório
Manoel Luís da Rocha Osório (Caçapava do Sul, 30 de maio de 1844 — Bajé, 27 de março de 1893) foi um político brasileiro. Exerceu o mandato de deputado federal constituinte pelo Rio Grande do Sul em 1891.